# Tvångsinlösen
Denna artikel handlar om tvångsinlösen av aktier. För tvångsinlösen av mark, se Expropriation.
Tvångsinlösen av aktier är en lagstadgad rättighet för större aktieägare att köpa ut mindre aktieägare ur ett aktiebolag. Det kan ske för att små aktieägare inte ska kunna förhindra företagsfusioner och sammanslagningar av bolag. Tvångsinlösen kan begäras av en aktieägare som äger mer än nio tiondelar (90%) av aktierna, oavsett aktiernas röstvärde, och omfattar då alla mindre aktieägare. 
Det kan även begäras av enskilda mindre aktieägare, om en majoritetsägare har mer än nio tiondelar av aktierna. Syftet med detta är att säkerställa att minoritetsägare får skälig ersättning för sina aktier.
Priset på inlösta aktier kan fastställas på två sätt. Om majoritetsaktieägaren har gett ett offentligt bud till andra aktieägare strax innan begäran, ska detta pris användas. Annars ska aktierna lösas in till marknadspris.
Tvister om inlösan ska lösas genom skiljenämnd. Skiljenämnden ska bestå av tre personer. Parterna utser var sin skiljeman, som gemensamt utser en ordförande. Om det finns många minoritetsägare utser tingsrätten en god man att föra minoritetens talan. Skiljenämndens uppgift är att först fastställa om majoritetsägaren har rätt att genomföra tvångsinlösen, därefter att fastslå priset.